# Kuriste
Kuriste − wieś w Estonii, w prowincji Hiuma, w gminie Käina.
W miejscowości znajduje się zabytkowa cerkiew pw. Narodzenia Matki Bożej, w jurysdykcji Estońskiego Apostolskiego Kościoła Prawosławnego.